# Pierre Mosca
Pierre Mosca (Pietro Mosca, 24 de julio de 1949) es un exfutbolista y entrenador italiano nacionalizado francés.

## Carrera
Jugó como defensor para los clubes SO Montpellier y AS Monaco FC. Tras su retiro como futbolista, se convirtió en entrenador, con trayectoria en los clubes FC Sochaux-Montbéliard, Stade Rennais FC, Montpellier HSC, Toulouse FC, Sporting Toulon Var, Nîmes Olympique y Aiglon du Lamentin. Durante su paso por el Montpellier HSC dirigió al internacional colombiano Carlos Valderrama, con el que tuvo algunos inconvenientes por las pocas oportunidades en el campo que le dio al futbolista colombiano, que venía de ser nombrado Mejor Jugador de América en 1987.

## Clubes

### Como jugador
- 1964-1967 - Montpellier
- 1967-1976 - AS Monaco

### Como entrenador
- 1981–1984 - Sochaux
- 1984–1986 - Rennes
- 1987–1989 - Montpellier
- 1989–1991 - Toulouse
- 1991 - Sporting Toulon Var
- 1996–1998 - Nîmes
- 2006–2007 - Aiglon du Lamentin
- 2012–2013 - Arles-Avignon